# Amplirhagada varia
Amplirhagada varia är en snäckart som beskrevs av Alan Solem 1981. Amplirhagada varia ingår i släktet Amplirhagada och familjen Camaenidae.

## Underarter
Arten delas in i följande underarter:
- A. v. varia
- A. v. depressa